# Benlai wuyiwu
Benlai wuyiwu (本来無一物; kor. Ponnae muilmul; jap. Honrai muichi motsu; wiet. Bản lai vô nhất vật – dosłownie: pierwotnie niczego nie ma, od samego początku nie ma niczego) - doktryna południowej szkoły nagłego oświecenia.
Została wyrażona przez Huinenga, późniejszego mistrza chan i Szóstego Patriarchę szkoły chan, w jego wierszu napisanym na ścianie klasztoru: 
W rzeczy samej nie istnieje drzewo Bodhi,
Ani też jasna lustrzana podstawa.
Skoro wszystko jest pustką od początku,
Gdzież miałby osiadać kurz.